# Castello Secco-Suardo
Il castello Secco Suardo o castello di Lurano  è un edificio risalente al XIII secolo adibito a difesa della località di Lurano che nel tempo ha subito molte trasformazioni diventando abitazione privata nonché deposito di prodotti agricoli, nel Novecento è diventato anche sede di location per cerimonie e conferenze pubbliche e private.

## Storia

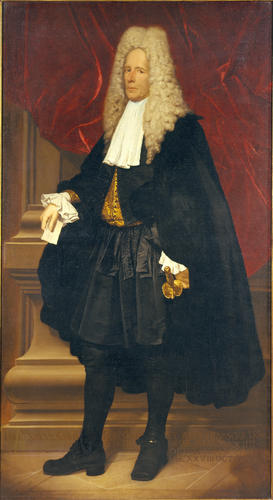
Vittore Ghislandi - Ritratto del conte Girolamo Secco Suardo 1721

La ricchezza del territorio di acque, trovandosi in prossimità del fosso bergamasco, ha permesso fin dall'epoca romana la formazione di una comunità sul territorio di Lurano, ma la posizione prossima a Milano era motivo di incursioni per questo fin dall'alto medioevo vi è la presenza di fortificazioni che permettevano la difesa del territorio e della sua popolazione. Nel 1216 è indicato per la prima volta il castello che per molti anni fu occasione di diatribe tra le diverse famiglie che ne chiedevano il possesso. Con l'avvento della Repubblica di Venezia nel 1428, il castello e la fortificazione divennero importante punto difensivo dei territori occupati dai veneziani con quelli milanesi dei Visconti nonché strategico.
La lotta con i veneziani di Pandolfo Malatesta che aveva acquisito il potere su Bergamo, interessò in territorio portò all'incendio del maniero nel 1407 a opera di Jacopo Dal Verme che era stato assunto al soldo dalla Repubblica di Venezia.
I conti Secco di Caravaggio acquistarono il maniero e nel 1483 l'allora proprietario Socino II Secco, intraprese un grande lavoro di ammodernamento sotto la guida dell'architetto Venturino Moroni. Il conte nel 1517 fece dono della proprietà a nipote Ludovico Suardo, nato dal matrimonio della figlia Maria con Ludovico Suardo unendo così i due cognomi che mantengono il nome del castello diventando la residenza della famiglia Secco Suardo. Il Seicento fu un periodo molto travagliato per il maniero che divenne oggetto di interesse per Francesco Bernardino Visconti, personaggio abbastanza spregiudicato da comandare una banda di bravi.
Rimasto alla famiglia Secco Suardo nel Settecento grazie alla passione di Gerolamo Secco Suardi, fu realizzato il primo giardino botanico della bergamasca. Del conte vi è un importante ritratto realizzato da Fra Galgario nel 1711 e conservato nella pinacoteca dell'Accademia Carrara di Bergamo. Ulteriore personaggio che visse nel castello è Giovanni Secco Suardo, che divenne famoso nell'Ottocento per la sua attività di collezionista e restauratore d'opere.
Il maniero è sede dell'Associazione Giovanni Secco Suardo, «Centro Studi e Progetti per la conservazione e il restauro dei Beni Culturali» dal 1991.

## Architettura
Il castello di sviluppa su più corpi di fabbrica realizzati a partire dal Duecento fino al XX secolo. I fabbricati si dispongono intorno a un cortile interno rettangolare. Il giardino esterno conserva una vegetazione rara risalente al giardino botanico del Settecento. La torre e il porticato con volta a crociera sono testimonianza dell'antica struttura Quattrocentesca.
All'interno del castello vi è la cappella privata edificata nel XVII secolo. Conserva la lapide di Alberigo Suardi dell'importante famiglia Suardi di Bergamo, realizzata nel 1309 dal maestri campionesi, e trasferita dalla chiesa di Santo Stefano di Bergamo, distrutta per la costruzione delle mura nel 1561. Vi si conserva inoltre l'arca di Baldino e Teubaldo e un affresco raffigurante la “Madonna e santi”.
Il piano terra ospita tre sale decorate con volte a crociera adibite a locali di soggiorno nelle sale Sala gialla, sala verde, mentre la terza è la sala da pranzo. Il salone delle baccanti collega con il giardino e presenta decori floreali e antropomorfi. Vi sono ulteriori locali dedicati all'archivio della famiglia Secco Suardo.
Il piano nobile a cui si accede attraverso un'ampia scala, conduce alla galleria illuminata da grandi finestre su di un lato, mentre il lato opposto accede alle sale di cui la “sala cinese” con decori risalenti al Settecento e all'Ottocento. Da questa sala si accede all'alcova con dipinti attribuiti a Bernardino Galliari. Questa stanza conserva una parte predisposta a sala teatro con loggia a tre arcate e laterali altre due arcate definiti da ringhiera.
Altri locali del castello sono le antiche cucine con camino in pietra, un mezzanino a cui si accede da una scala a chiocciola, inoltre una grande sala con camino che si affaccia su di un porticato che conduce al giardino. La struttura è completa di sotterranei e gallerie con bocche di lupo e volte a botte, di probabile edificazione medioevale.